# Корсаковка (Сахалинская область)
Корса́ковка — село в Александровск-Сахалинском районе Сахалинской области России.

## География
Село находится на берегу реки Большая Александровка, на расстоянии 3 км от города Александровск-Сахалинский, административного центра района.

## История
Основано в 1881 году. Первоначально носило название Корсаковское.

## Население
| 2002 | 2010 | 2013 | 2021 |
| ---- | ---- | ---- | ---- |
| 95   | ↘37  | ↘7   | ↗16  |

### Половой состав
Согласно результатам переписи 2002 года, в селе проживало 95 человек (49 мужчин и 46 женщин).

### Национальный состав
Согласно результатам переписи 2002 года, в национальной структуре населения русские составляли 98 % из 95 чел.

## Улицы
- ул. Брянская,
- ул. Портовая,
- ул. Центральная.